# Eurythrips dissimilis
Eurythrips dissimilis är en insektsart som beskrevs av Ian A. Hood 1938. Eurythrips dissimilis ingår i släktet Eurythrips och familjen rörtripsar. Inga underarter finns listade i Catalogue of Life.